# 大教寺 (目黒区)
大教寺（だいきょうじ）は、東京都目黒区青葉台にある日蓮宗の寺院。山号は真如山。

## 沿革
江戸時代初期に、大乗院の大僧都日達上人が開山として下高井戸に創建。正徳3年（1713年）に下馬引澤（駒沢）に移転。明治28年（1895年）に現在地に移転した。
過去にたちばな幼稚園を併設していた。

## 所在地
東京都目黒区青葉台4-7-7